# Эсторф (Штаде)
Эсторф (нем. Estorf) — община в Германии, в земле Нижняя Саксония.
Входит в состав района Штаде. Подчиняется управлению Ольдендорф. Население составляет 1430 человек (на 31 декабря 2010 года). Занимает площадь 29,42 км².
Коммуна подразделяется на 2 сельских округа.

Эсторф (Штаде)